# Przedwczesny pogrzeb (obraz Antoine’a Wiertza)
Przedwczesny pogrzeb (fr. L’inhumation précipitée) – obraz olejny namalowany przez belgijskiego malarza Antoine’a Wiertza w 1854 roku, znajdujący się w muzeum artysty będącym oddziałem Królewskich Muzeów Sztuk Pięknych w Brukseli.

## Okoliczności powstania obrazu
Antoine Wiertz stał się sławny dzięki dziwacznym i wywołującym niepokój fantazyjnym kompozycjom malarskim jakie tworzył, w których ciągle przewijającym się tematem była śmierć. Nowela Przedwczesny pogrzeb autorstwa amerykańskiego pisarza Edgara Allana Poego przywoływana jest jako inspiracja do stworzenia tego obrazu przez Wiertza, ale do jego namalowania znacznie bardziej mogło przyczynić się osobiste doświadczenie Belga. Gdy w 1837 roku jego studia w Rzymie dobiegły końca, dotarły do niego wieści o epidemii cholery w Neapolu; po przyjeździe do miasta zobaczył „chorych, ale jeszcze nie martwych, ludzi pochowanych pośpiesznie, tak wielki był strach populacji (i lekarzy) przed zakażeniem się”. Bycie pogrzebanym żywcem budziło w XIX wieku lęk, bowiem w wieku XVIII i na początku XIX podczas przenoszenia ekshumowanych ludzkich szczątków z przepełnionych cmentarzy, często odkrywano uszkodzenia trumien od wewnątrz oraz nienaturalne ułożenia ciał, sugerujące, że zmarły „obudził się” po pogrzebie. By nie dopuścić do pogrzebania żywcem, zaprojektowano trumnę ratunkową, a na niektórych cmentarzach w XIX wieku istniały poczekalnie (na przykład przysionek śmierci w Poznaniu), gdzie zostawiano trumny na wypadek przebudzenia się zmarłego.
Scena przedstawiona na obrazie dzieje się w ciemnej kamiennej piwnicy lub krypcie, której podłoga wypełniona jest jasnymi drewnianymi trumnami, szczątkami szkieletu i sznurem, na którym spuszczono trumnę. Na pierwszym planie widać okrytą białym płótnem przerażoną ofiarę cholery krzyczącą ze strachu, w momencie otwierania prawą ręką pokrywy trumny, w której została złożona. „Umarły” patrząc na czaszkę próbuje wydostać się z trumny, rozpaczliwie wyciągając lewą rękę w stronę widza. W centrum tej koszmarnej wizji można zauważyć nieoczekiwany akcent makabrycznego humoru, gdyż Antoine Wiertz dodał czerwony napis na boku trumny: „Śmierć z powodu cholery – poświadczona przez naszych lekarzy [podpisali] bez wątpliwości”. Łącząc strach i poczucie humoru, obraz silnie ilustruje, że nieszczęsna ofiara została rzeczywiście pogrzebana żywcem.